# Mesuximidă
Mesuximida sau metsuximida este un compus organic derivat de succinimidă, care prezintă efect antiepileptic. Este utilizată în controlul crizelor de tip absență (petit mal) care sunt refractare la alte tratamente. Calea de administrare disponibilă este cea orală.